# Please Please Please
〈Please Please Please〉는 사브리나 카펜터의 노래이다. 여섯 번째 정규 앨범 《Short n' Sweet》의 두 번째 싱글이다. 데뷔 이래 카펜터의 첫 빌보드 핫 100 1위곡이며, 영국 싱글 차트에서 또한 1위를 기록했다.